# ديفيد هيليارد
ديفيد هيليارد هو معلم وسياسي أمريكي، ولد في 15 مايو 1942 في روكفيل في الولايات المتحدة.